# Yale University Press
Yale University Press è la casa editrice universitaria legata all'Università Yale. Fu fondata nel 1908 da George Parmly Day ed è diventata un servizio ufficiale dell'Università nel 1961, restando finanziariamente e operativamente autonoma.
Pubblica circa 200 nuovi libri in brossura e 100 nuovi tascabili ogni anno e conta più di 3.000 libri in stampa. Ha vinto cinque National Book Award, due National Book Critics Circle Award e quattro Premi Pulitzer.